# تشابي بريتو
تشابي بريتو  (بالإسبانية: Xabier Prieto)؛ مواليد 29 أغسطس 1983 في إسبانيا، هو لاعب كرة قدم إسباني يلعب لنادي ريال سوسيداد كلاعب وسط.

## روابط خارجية
- تشابي بريتو على موقع الاتحاد الأوربي (الإنجليزية)
- تشابي بريتو على موقع قاعدة بيانات كرة القدم.إي يو (الإنجليزية)
- تشابي بريتو على موقع Soccerway.com (الإنجليزية)
- تشابي بريتو على موقع كووورة
- تشابي بريتو على موقع AS.com (الإسبانية)